# Бутнак Туван
Бутнак Туван (фр. Boutenac-Touvent) насеље је и општина у западној Француској у региону Поату-Шарант, у департману Приморски Шарант која припада префектури Сент.
По подацима из 2011. године у општини је живело 215 становника, а густина насељености је износила 69,13 становника/km². Општина се простире на површини од 3,11 km². Налази се на средњој надморској висини од 45 метара (максималној 64 m, а минималној 6 m).

## Демографија
| 1962. | 1968. | 1975. | 1982. | 1990. | 1999. | 2011. |
| ----- | ----- | ----- | ----- | ----- | ----- | ----- |
| 214   | 246   | 227   | 231   | 219   | 217   | 215   |

График промене броја становника у току последњих година